# Amiloidosi AL
L'amiloidosi AL, o amiloidosi a catene leggere, nota in passato come amiloidosi primaria, è una forma di amiloidosi causata dalla deposizione nei tessuti di catene leggere delle immunoglobuline di origine monoclonale. 
La deposizione delle catene leggere avviene a livello extracellulare: ne risulta la formazione di un materiale (l'amiloide) caratterizzato da una morfologia fibrillare e dalla possibilità di essere colorato dal Rosso Congo.
È associata al Mieloma multiplo, dove c'è amiloide nel 6-15% dei casi, alla Macroglobulinemia di Waldenström e al linfoma maligno B. 
In questi casi abbiamo una produzione abnorme di quantità di immunoglobuline, che vengono fagocitate dai macrofagi e digerite dalle loro proteasi. Si possono quindi a volte formare frammenti proteolitici delle catene leggere κ e λ, corrispondenti alla regione ipervariabile, in grado di formare fibrille β-foglietto e di legare eparan-solfato e sostanza AP (ovvero la componente P amiloide, derivata dalla proteina sierica SAP).
La deposizione dell'amiloide avviene soprattutto a livello di :
- reni: l'interessamento renale si verifica in circa due terzi dei casi;
- lingua: macroglossia, con difficoltà a parlare e deglutire;
- nervi: neuropatie periferiche;
- cuore: cardiomiopatia restrittiva;
- articolazioni: artropatie;
- cute: noduli cutanei;
- intestino: malassorbimento.

IL 50% dei decessi per questo tipo di amiloide sono associati alla cardiomiopatia restrittiva. Si riscontrano poi urine schiumose, per la presenza di Ig, ovvero la Proteinuria di Bence Jones, associata al mieloma multiplo.